# Greater Paris
 (février 2016).
Si vous disposez d'ouvrages ou d'articles de référence ou si vous connaissez des sites web de qualité traitant du thème abordé ici, merci de compléter l'article en donnant les références utiles à sa vérifiabilité et en les liant à la section « Notes et références ».
Greater Paris est un magazine trimestriel gratuit, diffusé à 250 000 exemplaires sur le Grand Paris.
Greater Paris s'adresse aux touristes, français et étrangers. Il est bilingue, en français et en anglais.
Il est diffusé dans plus de 2250 points sur Paris et l'Île-de-France : hôtels 2, 3 et 4 étoiles, offices de tourisme, gares, aéroports, grands magasins, entreprises...
Le magazine Greater Paris est une publication de la société FBS (France Brochure System), spécialisée dans la communication culturelle et touristique.
FBS est une filiale du groupe américain MVP (Morris Visitor Publications), éditeur notamment du magazine mensuel Where.